# Gularia
Gularia (nep. गुलेरीया), zwane także Gulariya – miasto w południowo-zachodnim Nepalu; stolica dystryktu Bardiya. Według danych szacunkowych na rok 2010 liczy 64 758 mieszkańców. Ośrodek przemysłowy.